# ウーゴ・グンケル

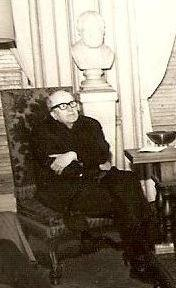

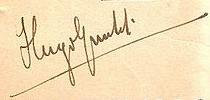
グンケル のサイン

ウーゴ・グンケル・ルーアー（Hugo Gunckel Lüer, 1901年8月10日 バルディビア - 1997年7月17日 サンティアゴ）は、チリの薬剤師、植物学者およびサンティアゴ・デ・チレ大学教授。

## 略歴
バルディビアに生まれた。1921年からコンセプシオン大学で薬学を学び、学位を得た。タルカや、鉄道会社で薬剤師として働いた。コラルで薬局を開いた時代に多くの植物標本を集め、1940年にアラウカーノ博物館（Museo Araucano、現在のMuseo Regional de la Araucanía）の館長になった。
1943年にチリ薬剤師会（Consejo Regional en Temuco del Colegio de Farmacéuticos de Chile）の初代会長となった。1946年に林業学校（Escuela de Ingenieros Forestales）の校長となった。植物学の研究を続け、新聞や科学雑誌に多くの記事を執筆した。
チリ科学アカデミー（Academia de Ciencias Naturales）の創立メンバーで、後に12年間会長を務め、20年間にわたって、紀要の編集、執筆を続けた。ニーマイヤー（Hans Niemeyer）と"Revista Universitaria-Universidad Católica"、"Anales de la Academia de Ciencias Naturales."を編集した。
1950年にサンティアゴに移り、大学の薬学部で植物学を教えた。 教育大学、Instituto Pedagógico de la Universidad de Chile（現在のUMCE、Universidad Metropolitana de Ciencias de la Educación）でも1968年まで教えた。